# Stade athlétique municipal de Musashino
 (avril 2025).
Le Stade athlétique municipal de Musashino (en japonais : 市立武蔵野陸上競技場), est un stade multi-sports japonais (servant principalement pour le football, le rugby à XV et l'athlétisme) situé dans la ville de Musashino, à l'ouest de préfecture de Tokyo.
Le stade sert d'enceinte à domicile pour le club de football du Tokyo Musashino City FC et le club de rugby à XV des Yokogawa Musashino Atlastars.

## Galerie

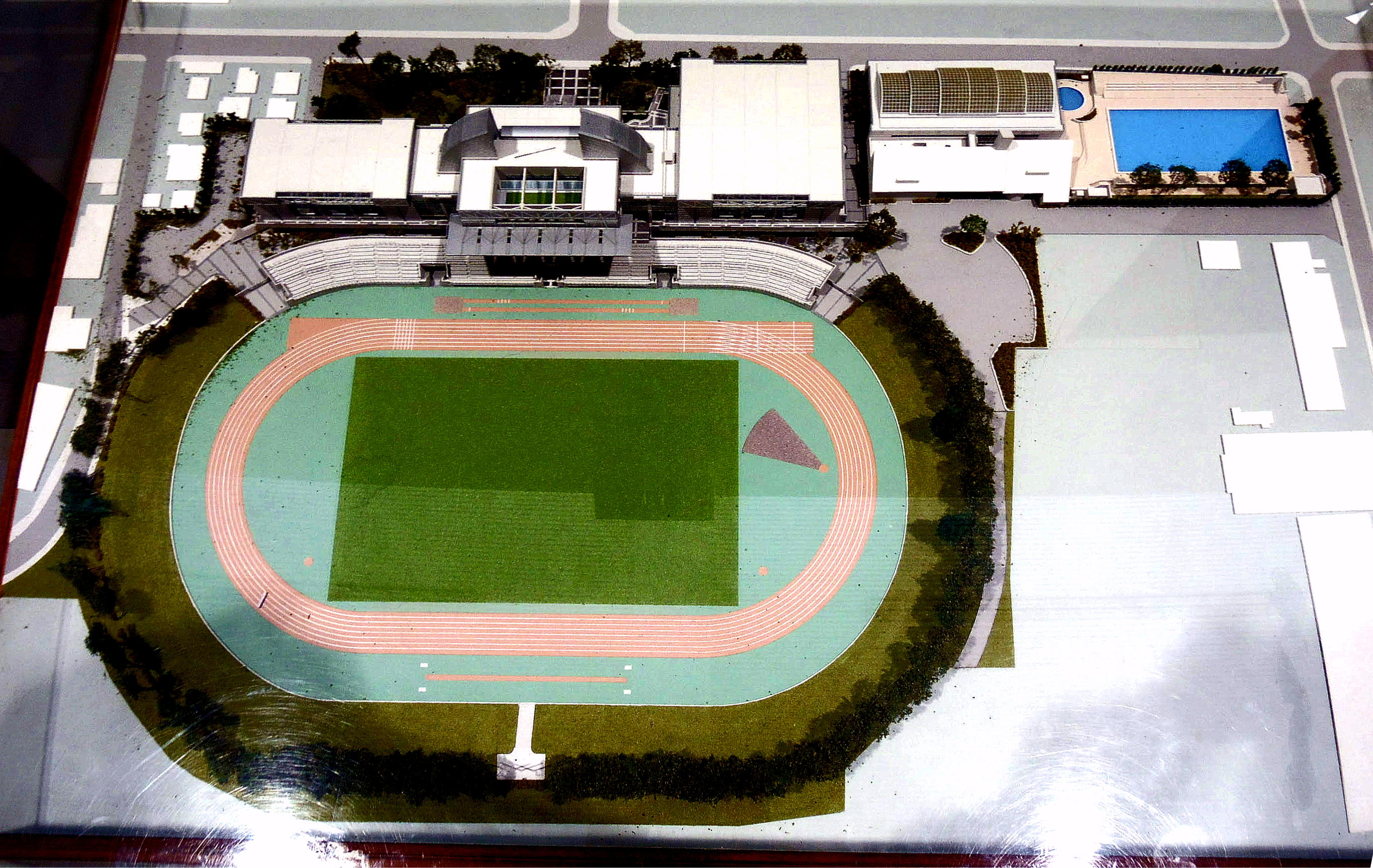
Plan du stade
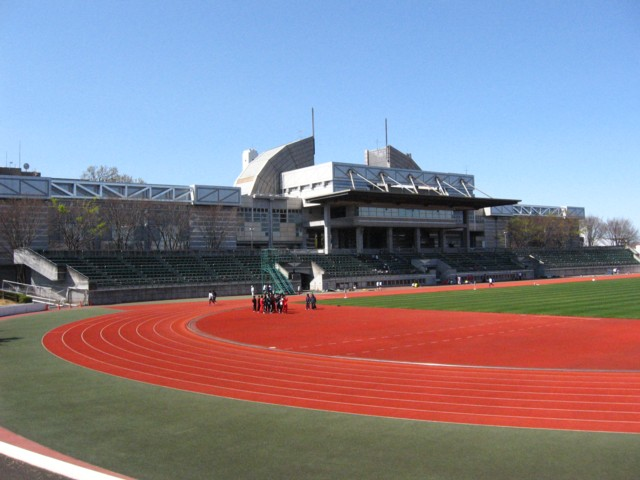
Vue du stade depuis la piste d'athlétisme
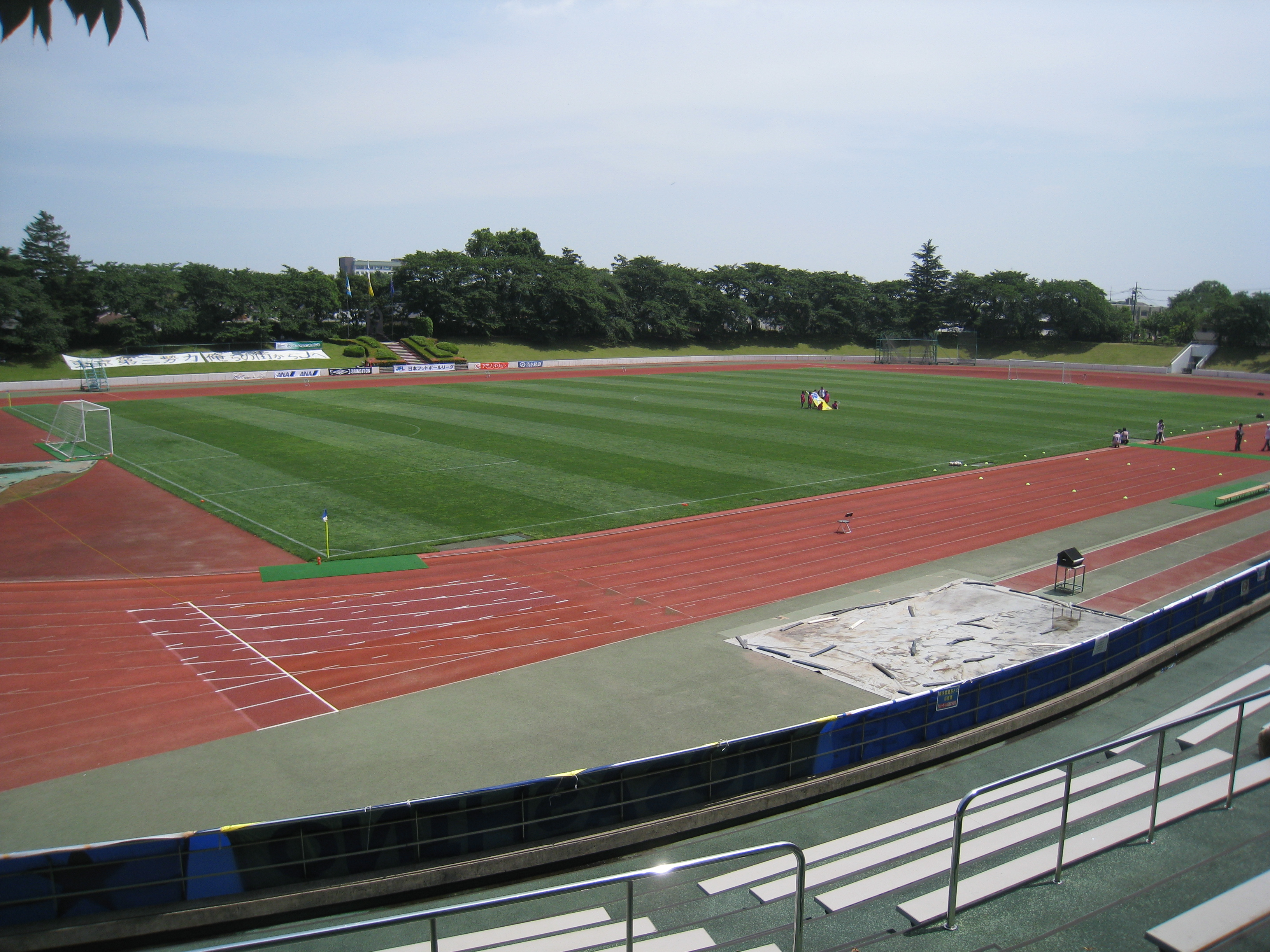
Vue du stade depuis les gradins
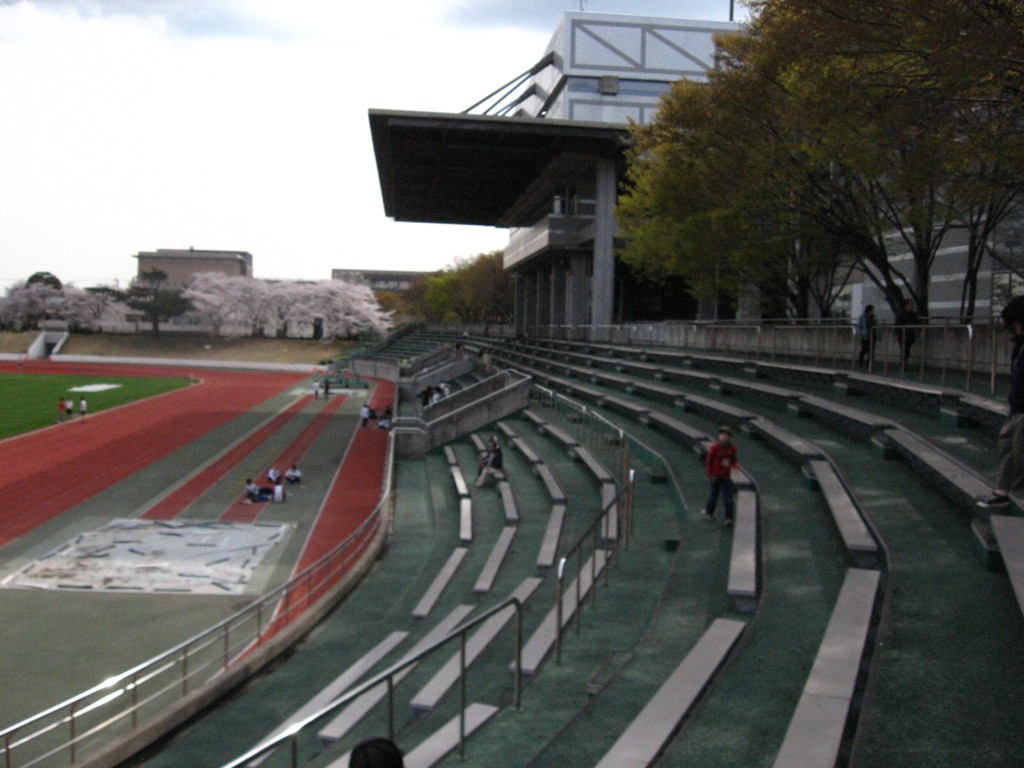
Vue du stade depuis les gradins
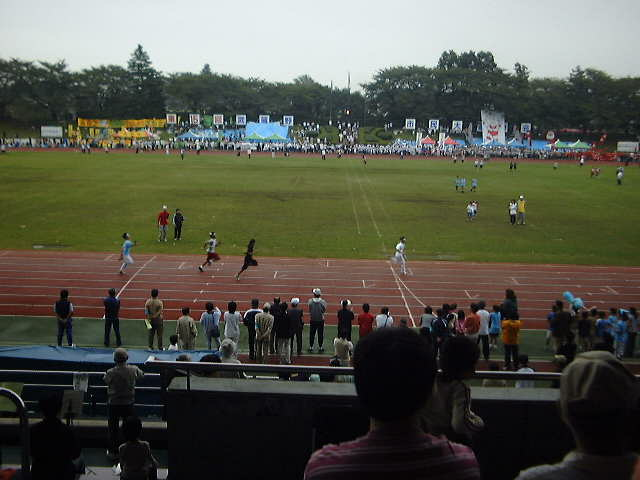
Match amical (11 octobre 2004)